# Robert Konno
Robert Konno, född 1889, död 1939, var en finländsk sångare och musiker. Han var äldre bror till kompositören Hannes Konno, med vilken han grundade Suomi Jazz Orkesteri, i vilken han även var aktiv.

## Biografi
Konno föddes i en luthersk familj, där fadern kom från Estland och modern från Ukraina. Robert Konno var, liksom brodern, ursprungligen militärmusiker; 1920 började de studera vid de ryska militärförläggningarna i Åbo. Strax därpå grundade Robert Konno Jazzorkesteri i Borgå. Ur denna orkester växte sedan det kommande Suomi Jazz Orkesteri, i vilken Konno spelade kornett, trumpet och dragspel. När orkestern gjorde sina första sex skivinspelningar 1928 medverkade Konno som sångare. Dessa inspelningar var de första inom schlagergenren, som inspelades i Finland. Konno dirigerade Suomi Jazz Orkesteri så länge den var aktiv. Vid sidan om detta medverkade Konno i ett flertal orkestrar, däribland orkestern vid Finlands nationalopera. Sin ordinarie anställning hade Konno vid Fazers musikaffär, där han reparerade dragspel.